# Stora Idgölen
Stora Idgölen är en sjö i Vimmerby kommun i Småland och ingår i Motala ströms huvudavrinningsområde. Stora Idgölen ligger i Norra Kvills Natura 2000-område.